# Список заслуженных мастеров спорта России по бобслею

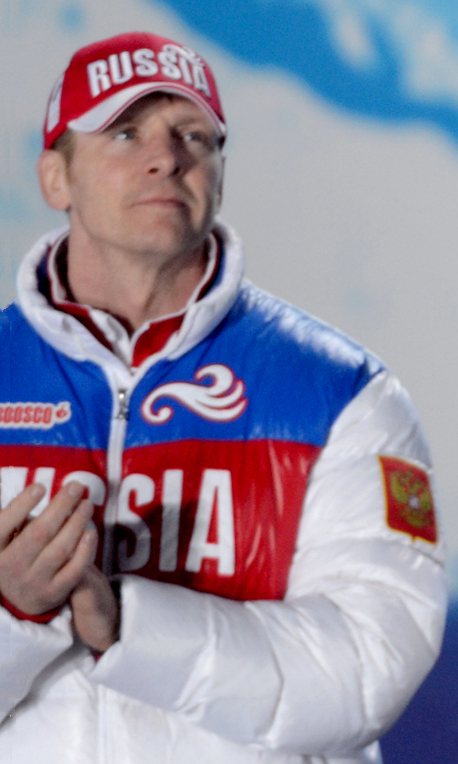
Александр Зубков, первый ЗМС России по бобслею. Фото 2014 года

Звание «заслуженный мастер спорта России» учреждено в 1992 году; первым заслуженным мастером спорта России по бобслею (звание присваивается за достижения в бобслее и скелетоне) стал в 2003 году бобслеист Александр Зубков.
Положение о звании (и ныне действующее, и прежние) автоматически гарантирует присвоение звания за призовое место на зимних Олимпийских играх или победу на чемпионате мира; в остальных случаях звание может быть присвоено по сумме достижений.
           В списке у каждого ЗМС указываются:

 год рождения (или годы жизни);

 место жительства (субъект федерации) на момент присвоения звания;

 основные достижения на международной арене на момент присвоения звания. 

## Бобслей
Некоторые из членов сборной России по бобслею до перехода в бобслей уже имели звание ЗМС России по другим видам спорта. ЗМС по лёгкой атлетике Кирилл Сосунов (1997), Руслан Мащенко (1998) и Ольга Стульнева (Фёдорова) (2004) стали мастерами спорта России международного класса по бобслею, а ЗМС по армрестлингу Алексей Воевода (2004) — одним из немногих ЗМС России по двум видам спорта.

### 2003
- Зубков, Александр Юрьевич (1974; Иркутская обл.)[1], пилот — бронзовый призёр ЧМ 2003 на четвёрках.

### 2004
За достижения в составе сборной СССР звание присвоено Владимиру Александрову, которому ещё за 20 лет до этого обещали звание ЗМС СССР, но не присвоили из-за позиции тогдашнего главного тренера сборной СССР по бобслею Роланда Упатниекса.
- Александров, Владимир Петрович (1958; Красноярский край), разгоняющий — чемпион Европы 1985, серебряный призёр ЧЕ 1987, бронзовый призёр ЗОИ 1984, ЧЕ 1983, 1984 на двойках.

### 2006

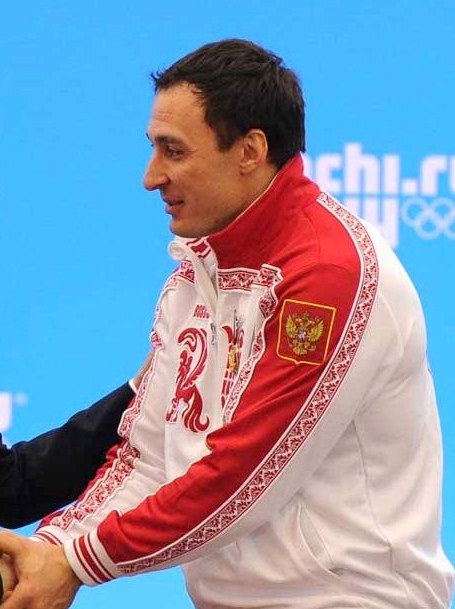
Алексей Воевода, дважды ЗМС России. Фото 2014 года

Звание получили двое разгоняющих экипажа Зубкова 2003—2005 годов (третий, Дмитрий Стёпушкин, получил звание в 2008 году):
- Голубев, Сергей Викторович (1978; Республика Башкортостан)[3], разгоняющий
- Селиверстов, Алексей Николаевич (1976; Республика Башкортостан)[4], разгоняющий

— чемпионы Европы, серебряные призёры ЧМ 2005, бронзовые призёры ЧМ 2003 на четвёрках; были разгоняющими на этапах КМ 2005, выигранного Зубковым.
За успехи на зимних Олимпийских играх 2006 года звание присвоено:
- Воевода, Алексей Иванович (1980; Краснодарский край)[5], разгоняющий
- Егоров, Филипп Евгеньевич (1978; Орловская обл.)[6], разгоняющий

— серебряные призёры ЗОИ 2006 на четвёрках.

### 2008
25 ноября
- Попов, Евгений Сергеевич (1976; Красноярский край), пилот — обладатель Кубка мира, серебряный призёр ЧЕ 2007 на четвёрках.
- Орешников, Роман Александрович (1983; Красноярский край), разгоняющий
- Труненков, Дмитрий Вячеславович (1984; Красноярский край), разгоняющий

— серебряные призёры ЧМ 2008, ЧЕ 2007 на четвёрках; были разгоняющими на этапах КМ 2007, выигранного Поповым.
- Стёпушкин, Дмитрий Фёдорович (1975; Воронежская обл.), разгоняющий — чемпион Европы 2005, серебряный призёр ЧМ 2005, 2008, ЧЕ 2007, бронзовый призёр ЧМ 2003, ЧЕ 2006 на четвёрках; был разгоняющим на этапах КМ 2005 и 2006 (один этап), выигранных Зубковым, КМ 2007, выигранного Поповым.

### 2012
29 декабря
- Хренков, Николай Николаевич (1984—2014; Красноярский край), разгоняющий — серебряный призёр ЧЕ 2011, 2012 на четвёрках; был разгоняющим на нескольких этапах КМ 2012, выигранного Зубковым.

### 2013
2 декабря
- Мокроусов, Максим Владимирович (1983; Липецкая обл.), разгоняющий
- Негодайло, Алексей Александрович (1989; Иркутская обл.), разгоняющий

— серебряные призёры ЧМ 2013 на четвёрках; были разгоняющими на этапах КМ 2013, выигранного Зубковым.

### 2017
27 октября
Звание присвоено обладателю Кубка мира 2017 года Александру Касьянову и всем разгоняющим, выступавшим в экипаже Касьянова на этапах Кубка.
- Белугин, Максим Эдуардович (1985; Иркутская обл.), разгоняющий.
- Зайцев, Алексей Николаевич (1993; Краснодарский край), разгоняющий — серебряный призёр ЧЕ 2015 на четвёрках.
- Касьянов, Александр Владимирович (1983; Краснодарский край), пилот — обладатель КМ 2017, серебряный призёр КМ и ЧЕ 2015, бронзовый призёр КМ 2017 на четвёрках; серебряный призёр ЧМ 2016, бронзовый призёр ЧМ 2015 в командных соревнованиях.
- Кондратенко, Василий Вячеславович (1989; Краснодарский край), разгоняющий.
- Пушкарёв, Алексей Сергеевич (1986; Краснодарский край), разгоняющий — серебряный призёр ЧЕ 2015 на четвёрках.

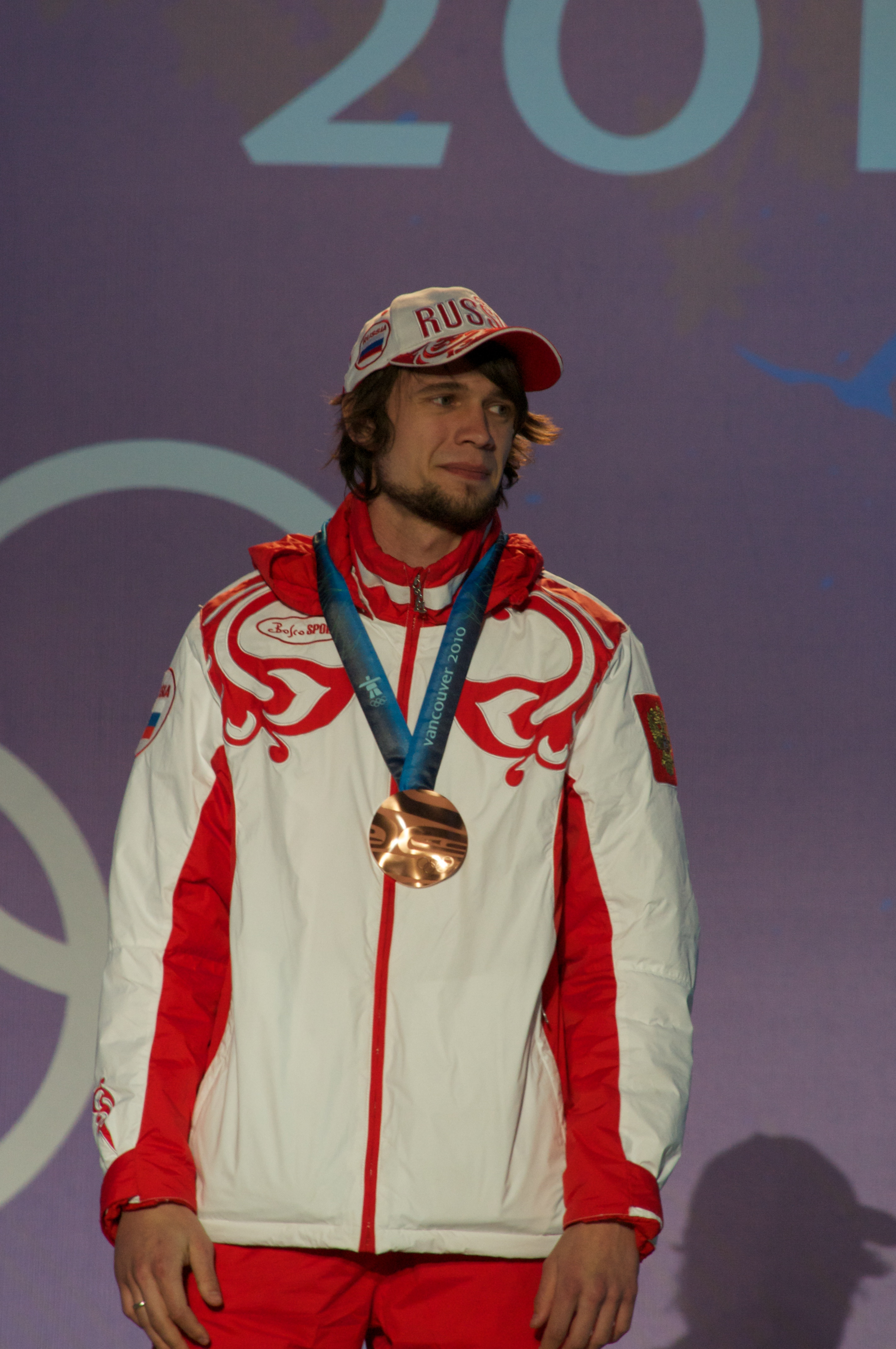
Александр Третьяков, первый скелетонист — ЗМС России.
Фото 2010 года

## Скелетон

### 2008
25 ноября
- Третьяков, Александр Владимирович (1985; Красноярский край) — чемпион Европы, бронзовый призёр КМ 2007.

### 2014
17 февраля
За успехи на зимних Олимпийских играх 2014 года звание присвоено:
- Никитина, Елена Валерьевна (1992; Москва) — бронзовый призёр ЗОИ 2014; также: чемпионка Европы 2013.

### 2018
16 февраля
За успехи на зимних Олимпийских играх 2018 года звание присвоено:
- Трегубов, Никита Михайлович (1995; Красноярский край) — серебряный призёр ЗОИ 2018; также: серебряный призёр ЧЕ 2018, бронзовый призёр ЧМ 2017, ЧЕ 2016.